# Понтнув-Легницький
Понтнув-Легницький (пол. Pątnów Legnicki) — село в Польщі, у гміні Куниці Легницького повіту Нижньосілезького воєводства.
Населення — 401 особа (2011).
У 1975-1998 роках село належало до Легницького воєводства.

## Демографія
Демографічна структура станом на 31 березня 2011 року:
|          | Загалом | Допрацездатний вік | Працездатний вік | Постпрацездатний вік |
| -------- | ------- | ------------------ | ---------------- | -------------------- |
| Чоловіки | 196     | 48                 | 135              | 13                   |
| Жінки    | 205     | 43                 | 119              | 43                   |
| Разом    | 401     | 91                 | 254              | 56                   |